# Królik doświadczalny 2: Kwiat ciała i krwi
Królik doświadczalny 2: Kwiat ciała i krwi (ang. Guinea Pig: Flower of Flesh and Blood, Flowers of Flesh and Blood, Slow Death: The Dismemberment) – kontynuacja kontrowersyjnego filmu gore Królik doświadczalny: Diabelski eksperyment w reżyserii Hideshi Hino z 1985 roku. Film doczekał się kontynuacji.
Charlie Sheen obejrzał przypadkiem Kwiat ciała i krwi i powiadomił władze o przestępstwie przekonany, że to prawdziwe morderstwo. FBI badało sprawę przez kilka miesięcy. Film został zakazany w Australii.

## Opis fabuły
Tajemniczy mężczyzna porywa z ulicy młodą dziewczynę. Następnie przywozi ją do swojej kryjówki, gdzie przywiązuje ją do łóżka i na jej oczach ucina kurze głowę za pomocą sierpa. Chwilę potem wstrzykuje kobiecie narkotyk, który powoduje brak reakcji organizmu na ból. Gdy specyfik zaczyna działać, mężczyzna rozpoczyna tworzyć swoje makabryczne dzieło. Pozbawia swoją ofiarę kolejnych części ciała.